# 41-я бригада ракетных катеров
41-я Севастопольская ордена Нахимова бригада ракетных кораблей и катеров — флотское формирование (соединение) ракетных кораблей и катеров Черноморского флота ВМФ СССР и ВМФ России. 
В 1950-е годы именовалась — 41-я дивизия торпедных катеров, до 30 октября 1961 года — 41-я бригада торпедных катеров ЧФ ВМФ СССР.
Условное наименование — войсковая часть № 72165 (в/ч 72165). Управление (штаб) — Севастополь

## ВМФ СССР

### Предыстория соединения
Датой основания соединения считается 20 августа 1919 года, когда катера-истребители «Смелый», «Дерзкий» и «Жуткий» высадили на Волге, у Камышина, десант против интервентов и белогвардейцев.
Позднее катера вошли в состав Черноморского дивсторката (дивизион сторожевых и торпедных катеров).
В 1929 году дивстократ был преобразован в Отряд торпедных катеров, а через год — в Отдельный дивизион торпедных катеров. По мере поступления в состав дивизиона новых торпедных катеров типа «Г-5» возникла необходимость в реформировании соединения, и в 1932 году дивизион торпедных катеров был переформирован в Бригаду торпедных катеров Морских сил Чёрного моря ВМС РККА (после 11 января 1935 года — Черноморского флота РК ВМФ). В 1940 году, в связи с увеличением боевого состава, на основе бригады были сформированы 1-я и 2-я бригады торпедных катеров ЧФ. Оба соединения участвовали в Великой Отечественной войне.

### Холодная война
В начале 1950-х годов 1-я бригада торпедных катеров была переформирована в 41-ю дивизию торпедных катеров, через семь лет реформирована в 41-ю бригаду торпедных катеров.
30 октября 1961 года 41-я БТКА была преобразована в 41-ю бригаду ракетных катеров (РКА).  В 1962 году четыре катера бригады были перебазированы на Кубу для участия в секретной операции «Анадырь». 
29 июля 1966 года 349-й дивизион торпедных катеров был переформирован в 349-й дивизион ракетных катеров в составе четырех ракетных катеров. 296-й дивизион ракетных катеров в составе шести РКА был передислоцирован из Севастополя в посёлок Черноморское с подчинением командиру 41-й ОБРКа, там же была сформирована береговая база дивизиона надводных кораблей с подчинением командиру 296-го дивизиона.
В 1969 году в часть прибыл для испытаний артиллерийский катер «АКА-225». В сентябре 1969 года в соединении был сформирован 73-й дивизион кате-ров резерва с подчинением командиру бригады. В 1970 году были приняты от промышленности первые малые ракетные корабли «МРК-3» и «МРК-7» («Буря» и «Бриз»). 5 июля 1971 года было сформировано управление 166-го Новороссийского Краснознаменного дивизиона малых ракетных кораблей, а 14 августа 1971 года малые ракетные корабли МРК «Буря» и «Бриз» подчинены командиру 166-го ДНМРК. В 1972 году был принят от промышленности первый торпедный катер проекта «206М». Катера и корабли соединения начали регулярные выходы на боевую службу в Средиземное море. 1 июля 1974 года 73-й дивизион катеров резерва был переименован в 73-й дивизион ракетных и торпедных катеров. 14 июня 1976 года 296-й Констанцский дивизион ракетных катеров переименован в 296-й отдельный Констанцский дивизион ракетных катеров. В июле 1976 года 296-й ОДРКа исключен из состава 41-й ОБРКа и передан в состав Крымской ВМБ. В составе соединения находилась плавучая ракетно-техническая база ПРТБ-33.
В 1978 году в бригаду поступают первые РКА проекта 206МР.  В 1979 году в соединение прибыл первый МРК на подводных крыльях проекта 1240. 11 марта 1980 года 295-й Сулинский Краснознаменный дивизион торпедных катеров расформирован и на его основе создан 295-й Сулинский Краснознаменный дивизион малых ракетных кораблей в составе:
- МРК «Буря»;
- МРК «Гроза»;
- МРК-5;
- ПД-26;
- ПД-19.

В 1981 году в бригаду прибыл катер «Р-46» типа «Молния». В 1987 году в бригаду прибыл первый МРК на воздушной подушке - «МРК-27» («Бора») проекта «1239». В феврале 1990 года был расформирован 73-й дивизион ракетных и торпедных катеров. 295-й дивизион малых ракетных кораблей был переименован в 295-й Сулинский Краснознаменный дивизион ракетных катеров.

## ВМФ РФ
В декабре 1995 года ещё до официального раздела флота между Россией и Украиной прекратил свое существование 296-й дивизион ракетных катеров, базирующийся в посёлок Черноморское.
В 1997 году раздел корабельного состава и мест базирования был завершен и закреплён межгосударственными договорами.

### Война в Грузии (2008)
Малый ракетный корабль бригады 617 «Мираж» входил в российскую морскую группировку. 10 августа 2008 года группировка Черноморского флота РФ, состоящая из 2 больших десантных кораблей (флагман «Цезарь Куников» и «Саратов») и 2 кораблей охранения (МРК «Мираж» и МПК «Суздалец») находилась у берегов Абхазии, в зоне, объявленной Россией зоной безопасности на время конфликта. В районе патрулирования российскими кораблями были обнаружены 5 идущих на большой скорости не идентифицированных катер. В 18.41 МРК «Мираж» с дистанции 25 км выпустил по ракетному катеру типа «Комбатант-2» 2 крылатые ракеты «Малахит». В результате попадания обеих ракет катер быстро затонул (исчез с экрана радара после большой кратковременной засветки, оставляемой взрывом цели). О потоплении катера известно только из рапорта российских моряков. Оставшиеся 4 грузинских катера развернулись назад, но в 18.50 один из них снова пошёл на сближение с кораблями ЧФ. МРК «Мираж» с дистанции 15 км выпустил по нему ракету из ЗРК «Оса-М». После попадания ракеты в борт катера DHK-82 типа «Ярославец» потерял скорость и вышел с линии огня и после снятия экипажа другим катером выгорел и затонул. По другим данным, это был ракетный катер «Тбилиси» (бортовой номер 302), вооружённый двумя ракетами П-15 «Термит». Из доклада командира МРК «Мираж» флагману: «Из пяти целей одна уничтожена, одна повреждена, три вышли из боя. Расход ракет: противокорабельных — две, зенитных — одна, потерь среди личного состава нет. Повреждений корабля нет».
По итогам 2008 года бригада была объявлена лучшей в ВМФ России.
На 2010 год бригада кораблей состояла из:
- управления;
- 166-го Новороссийского Краснознамённого дивизиона малых ракетных кораблей;
- 295-го Сулинского Краснознамённого дивизиона ракетных катеров (бухта Карантинная)[11][12]

С 2012 года в состав бригады входила тактическая группа ракетных катеров (командир капитан 2 ранга И. В. Воробьёв) и дивизион малых ракетных кораблей (командир капитан 1 ранга Д. В. Васильчук).
Корабельный состав на 2014 год
| #                                                                                | Проект | Название         | Класс | Год  |
| -------------------------------------------------------------------------------- | ------ | ---------------- | ----- | ---- |
| Тактическая группа (бывший 166-й дивизион) малых ракетных кораблей (Севастополь) |        |                  |       |      |
| 615                                                                              | 1239   | «Бора»           | МРК   | 1989 |
| 616                                                                              | 1239   | «Самум»          | МРК   | 2000 |
| 620                                                                              | 1234.1 | «Штиль»          | МРК   | 1979 |
| 617                                                                              | 1234.1 | «Мираж».         | МРК   | 1987 |
| 295-й Сулинский дивизион ракетных катеров (Севастополь)                          |        |                  |       |      |
| 966                                                                              | 2066   | Р-44             | МРК   | 1978 |
| 962                                                                              | 1241   | Р-71 «Шуя»       | МРК   | 1985 |
| 955                                                                              | 12411  | Р-60             | МРК   | 1987 |
| 953                                                                              | 12411  | Р-239            | МРК   | 1989 |
| 954                                                                              | 12411  | Р-334 «Ивановец» | РКА   | 1989 |
| 952                                                                              | 12411  | Р-109            | МРК   | 1990 |

В 2014 году бригада принимала участие в аннексии Крыма Россией. 
В 2021 году бригада участвовала в учениях кораблей Крымской и Новороссийской военно-морских баз. В них приняли участие ракетные катера Р-334 «Ивановец», командир капитан 3 ранга Николай Шмонов, Р-239 «Набережные Челны», капитан 3 ранга Александр Зайцев, Р-71 «Шуя», капитан 3 ранга Иван Колпаченко и Р-60 капитан-лейтенант Данила Клепиков. Руководил действиями экипажей командир бригады капитан 1-го ранга Валерий Ткаченко, посреднические функции при отражении атак с моря выполнял начальник штаба соединения капитан 2-го ранга Валерий Транковский. 

### Боевые действия на Черном море в 2022-2024 годах
С февраля 2022 года 41-й бригадой командовал капитан первого ранга Валерий Транковский. С февраля 2022 года ряд кораблей бригады участвовали в нападении России на Украину, применяя с акватории Черного моря крылатые ракеты.

В январе 2024 года МРК Р-334 «Ивановец» был потоплен от детонации собственного ПКР в ходе атаки украинскими безэкипажными катерами в бухте Донузлав.
| #                                                       | Проект | Название                 | Класс | Год  | Статус  |
| ------------------------------------------------------- | ------ | ------------------------ | ----- | ---- | ------- |
| 166-й дивизион малых ракетных кораблей (Севастополь)    |        |                          |       |      |         |
| 615                                                     | 1239   | «Бора»                   | МРК   | 1989 | в строю |
| 616                                                     | 1239   | «Самум»                  | МРК   | 2000 | в строю |
| 652                                                     | 21631  | Град Свияжск             | МРК   | 2014 | В строю |
| 651                                                     | 21631  | Великий Устюг            | МРК   | 2014 | В строю |
| 609                                                     | 21361  | Вышний Волочек           | МРК   | 2018 | В строю |
| 295-й Сулинский дивизион ракетных катеров (Севастополь) |        |                          |       |      |         |
| 955                                                     | 12411  | Р-60                     | МРК   | 1987 | в строю |
| 953                                                     | 12411  | Р-239 "Набережные Челны" | МРК   | 1989 | в строю |
| 952                                                     | 12411  | Р-109                    | МРК   | 1990 | в строю |

14 сентября 2023 года «Самум» был атакован морским дроном Украины.
В ночь на 1 февраля 2024 года ракетний катер «Ивановец» был потоплен украинскими дронами.
19 мая 2024 года МРК «Циклон» был атакован ракетами и затонул в Севастопольской бухте.
В июне 2024 «Самум» и «Бора» переведены из аннексированного РФ Севастополя в Новороссийск.
13 ноября 2024 года в Севастополе взорвался автомобиль с командиром бригады Валерием Транковским, который в результате погиб. По данным украинских источников, взрыв был операцией спецслужб Украины. 

## Командиры соединения
Соединением в различные годы командовали:

### 41-я дивизия
- 1951—1953 — капитан 1-го ранга Гвоздецкий А. И.;
- 1953—1955 — контр-адмирал Осипов С. А.;
- 1955—1957 — контр-адмирал Гвоздецкий А. И.;
- 1957 — контр-адмирал Коршунович С. Г.;
- 1957—1958 — капитан 1-го ранга Максимов П. В.;
- 1958—1959 — капитан 1-го ранга Ваганов Б. П.;

### 26-я бригада
- 1959—1963 — капитан 1-го ранга Кананадзе Александр Георгиевич;

### 41-я бригада
- 1959—1967 — капитан 1-го ранга Шкутов Евгений Германович;
- 1967—1972 — капитан 1-го ранга Третьяков Валентин Георгиевич;
- 1972—1978 — капитан 1-го ранга Комар Алексей Фёдорович;
- 1978—1983 — капитан 1-го ранга Дубровский Фёдор Петрович;
- 1983—1987 — капитан 1-го ранга Головлёв Иван Иванович;
- 1987—1989 — капитан 1-го ранга Богданов Борис Евгеньевич;
- 1989—1997 — капитан 1-го ранга Костырко Юрий Петрович;
- 1997—2002 — капитан 1-го ранга Сапрыкин Вячеслав Михайлович;
- 2002 — 2006 — капитан 1-го ранга Суров Алексей Борисович;
- 2006 — 2010 — капитан 1-го ранга Земский Юрий Станиславович.
- 2010 — 2015 — капитан 1-го ранга Толмачёв Александр Вячеславович
- 2015 — 2018 — капитан 1-го ранга Васильчук Дмитрий Васильевич;
- 2018 — 2020 — капитан 1-го ранга Воробьёв Игорь Викторович.
- 2020 — 2022 — капитан 1-го ранга Ткаченко Валерий Павлович
- 2022 — 2024 —  капитан 1-го ранга Транковский Валерий Николаевич